# Mrozy (gemeente)
De gemeente Mrozy is een landgemeente in het Poolse woiwodschap Mazovië, in powiat Miński.
De zetel van de gemeente is in Mrozy.
Op 30 juni 2004, telde de gemeente 8821 inwoners.

## Oppervlakte gegevens
Mrozy beslaat 145,24 km², waarvan:
- agrarisch gebied: 68%
- bossen: 23%

De gemeente beslaat 12,47% van de oppervlakte van de powiat.

## Demografie
Stand op 30 juni 2004:
| Omschrijving                   | Totaal | Totaal | Vrouwen | Vrouwen | Mannen | Mannen |
| ------------------------------ | ------ | ------ | ------- | ------- | ------ | ------ |
| eenheid                        | aantal | %      | aantal  | %       | aantal | %      |
| inwoners                       | 8821   | 100    | 4423    | 50,1    | 4398   | 49,9   |
| bevolkingsdichtheid (inw./km²) | 60,7   | 60,7   | 30,5    | 30,5    | 30,3   | 30,3   |

In 2002 bedroeg het gemiddelde inkomen per inwoner 1431,34 zł.

## Administratieve plaatsen (sołectwo)
Borki, Choszcze, Dąbrowa, Dębowce, Gójszcz, Grodzisk, Guzew, Jeruzal, Kołacz, Kruki, Kuflew, Lipiny, Lubomin, Łukówiec, Mała Wieś, Mrozy, Natolin, Płomieniec, Porzewnica, Rudka, Skruda, Sokolnik, Topór, Trojanów, Wola Paprotnia, Wola Rafałowska.

## Aangrenzende gemeenten
Cegłów, Kałuszyn, Kotuń, Latowicz, Wodynie